# Pichonia calomeris
Pichonia calomeris är en tvåhjärtbladig växtart som först beskrevs av Henri Ernest Baillon och André Guillaumin, och fick sitt nu gällande namn av Terence Dale Pennington. Pichonia calomeris ingår i släktet Pichonia och familjen Sapotaceae. Inga underarter finns listade i Catalogue of Life.